# Lukács Zoltán (politikus)
Lukács Zoltán (Budapest, 1969. április 24. –) országgyűlési képviselő (MSZP).

## Életútja
A tatabányai Mező Imre Általános Iskolában tanult, majd a Tatabányai Kereskedelmi és Vendéglátóipari Szakközépiskola és Szakmunkásképző Intézetben szerezte szakmunkás bizonyítványát. Ezután munka mellett tette le az érettségit a Mikes Kelemen Középiskolában. A Szegedi Tudomány Egyetem Bölcsészettudományi Főiskolai Karán, kommunikáció szakon diplomázott, s a Károli Gáspár Református Egyetemen jogot hallgat. 
1993-ban lépett be a Magyar Szocialista Pártba. A Baloldali Ifjúsági Társulás Komárom-Esztergom megyei elnöke, valamint az országos elnökség tagja is volt. 2003-tól elnöke az MSZP Tatabánya Városi szervezetének, 2004-től pedig a Komárom-Esztergom megyei Területi Szövetségének. 1998 és 2006 között a Komárom-Esztergom megyei Közgyűlés tagja volt, itt mint a Gyermek, Ifjúsági és Civil Szervezetek Tanácsnoka is működött. 
A 2006. évi országgyűlési választások alkalmával a Komárom-Esztergom megyei területi listán szerezte meg mandátumát. 2006. május 30-tól tagja lett a Kulturális és Sajtóbizottságnak és a Média Albizottságnak. 2006-tól Tatabánya Megyei Jogú város Közgyűlésének tagja, az MSZP képviselőcsoportjának vezetője és egyúttal a Gazdasági Bizottságnak is tagja volt. 
2006-tól 2010-ig tagja volt a Közép-dunántúli Regionális Fejlesztési Tanácsnak mint Miniszterelnöki Hivatal delegáltja. 2006-tól betöltötte a Tatabányai Kézilabda Kft. felügyelő bizottságának elnöki tisztét, valamint a kézilabda klub elnökségének is tagja. 2008-ban megválasztották az Európai Szocialista Helyi és Regionális Képviselők Szövetsége (USLRRE) irányító testületének tagjának. 
2010-ben a Komárom-Esztergom Megyei területi listáról szerezte meg országgyűlési mandátumát, s a Parlament Önkormányzati és Területfejlesztési Bizottságának tagja volt.
2014-ben országos listáról szerzett országgyűlési képviselői mandátumot. Frakcióvezető-helyettesként dolgozik.
1971 óta él Tatabányán. Két gyermek édesapja.